# Iglicznia większa
Iglicznia większa, iglicznia wielka, iglik (Syngnathus acus) – gatunek ryby z rodziny igliczniowatych (Syngnathidae), blisko spokrewniony z iglicznią (Syngnathus typhle).

## Występowanie
Północny Atlantyk,  od Zatoki Biskajskiej do zachodnich wybrzeży Wielkiej Brytanii oraz kanał La Manche, południowe rejony Morza Północnego. Żyjący w Morzu Śródziemnym podgatunek Syngnathus acus rubescens charakteryzuje się krótszą płetwą grzbietową.
Iglicznia wielka przebywa głównie w strefie morskich wodorostów (łąki morskich traw), rzadko głębiej niż 15 m. Wstępuje również do słonawych wód ujścia dużych rzek oraz do przymorskich zalewów.

## Charakterystyka
Bardzo silnie wyciągnięte, smukłe makaronowate ciało z 17–22 kostnymi pierścieniami pomiędzy głową a płetwą grzbietową. Pysk rurkowaty, okrągły, o długości większej niż połowa długości głowy, jego wysokość jest mniejsza niż połowa wysokości głowy. Czoło silnie wysklepione. W płetwie grzbietowej położonej nad 7 a 9 pierścieniem znajduje się 29–30 miękkich promieni. Płetwy brzuszne i ogonowa obecne. Przed otworem odbytowym znajduje się 17–22 pierścieni tułowia. Ubarwienie jasno- lub ciemnobrązowe, czasami również zielonkawe, lśniące. Strona brzuszna jaśniejsza. Na bokach zwykle znajduje się ciemny, wzorzysty rysunek pierścieni. Nie jest szybkim pływakiem. Porusza się w pozycji pionowej dzięki falistym ruchom płetwy grzbietowej, manewrując przy tym niezwykle zręcznie w roślinnym gąszczu. Pionową postawę uzyskuje dzięki zgromadzonym w pęcherzu pławnym gazom.
Dorasta do 50 cm długości, samice mają mniejsze rozmiary.

## Odżywianie
Żywi się skorupiakami planktonowymi oraz wylęgiem ryb. Czyhając na zdobycz często stoi pionowo pomiędzy pędami morskich traw. Doskonale dopasowuje się kolorystycznie do otoczenia, nieruchomo śledzi potencjalną ofiarę niezależnie poruszającymi się oczami. Z chwilą, gdy zdobycz znajdzie się dostatecznie blisko, rurkowaty pysk niezauważalnie przybiera odpowiednią pozycję, a następnie błyskawicznym rzutem głowy jest wysuwany, by wessać zaskoczoną ofiarę. Wydawany jest przy tym wyraźny, trzeszczący odgłos.

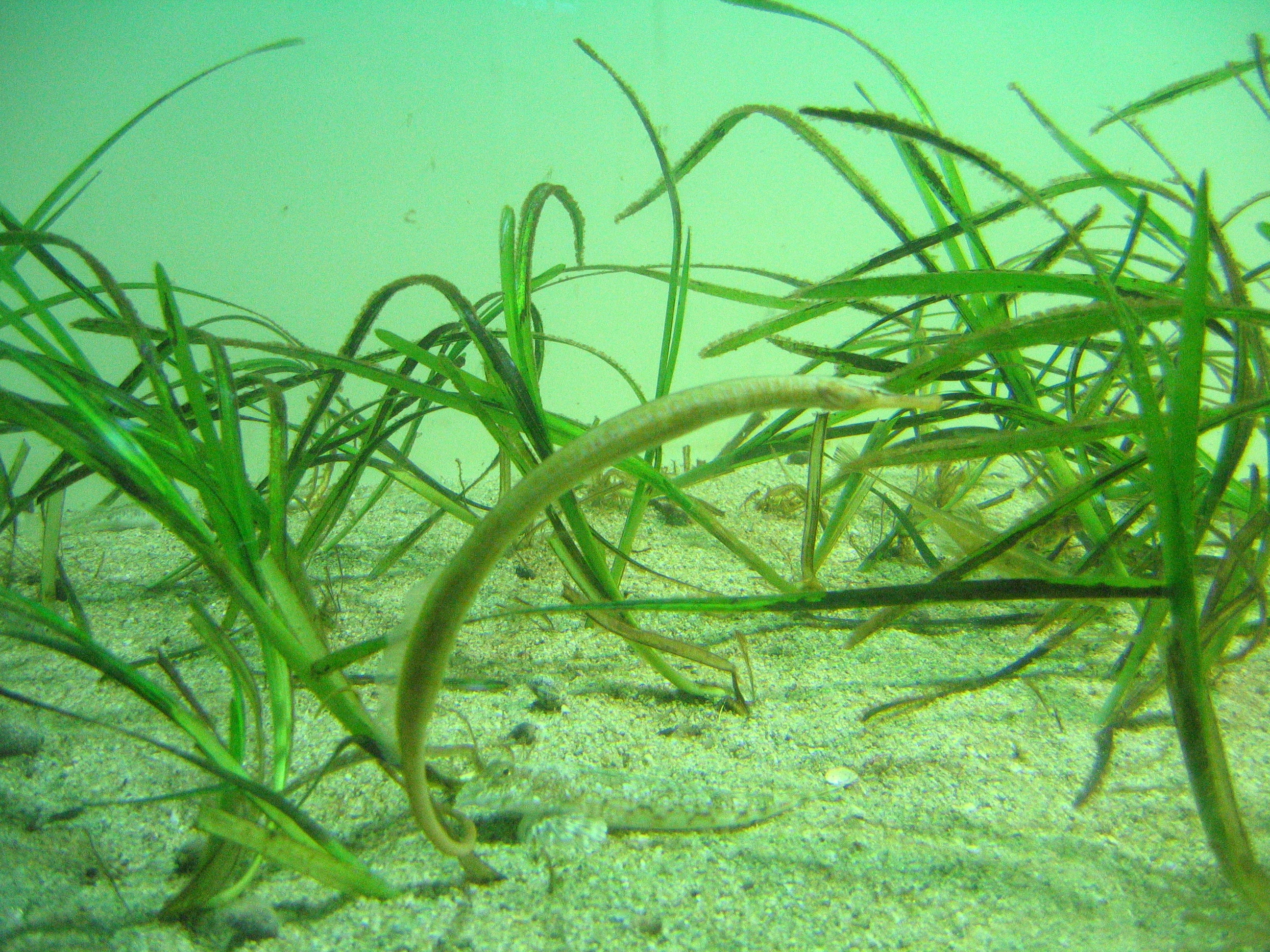
Iglicznia wielka wśród morskich traw

## Rozród
Tarło od wiosny do lata. Samica wytwarza 200–400 ziarenek ikry o średnicy 2,4 mm, które po długich zalotach składane są porcjami do utworzonej z dwóch płatów skóry torby lęgowej samca. Po około 5 tygodniach przez podłużną szczelinę wydostają się z niej w pełni rozwinięte, 3-centymetrowe młode ryby.